# 六毒大神
六毒大神（りくどくたいじん、ろくどくたいじん）は、中国に伝わる疫病をつかさどる神、鬼神。

## 概要
人々に病などをもたらしたりするとされた。道教では趙公明の配下とされる。六人の神によって構成されており、天地や年月や時辰などが支配領域としてあてられている。
『正一玄壇飛虎都督趙元帥秘法』には以下のような神名が示されている。
- 天毒大神 焦光賛
- 地毒大神 李進
- 年毒大神 張蓋
- 月毒大神 楊文素
- 日毒大神 呉勝
- 時毒大神 孟良

毒の字には煞（さつ）が当てられることも多い。道教や民間宗教の経典では天煞・地煞・年煞…などと列挙されることもある。